# Łęki Duże
Łęki Duże is een plaats in het Poolse district  Wieruszowski, woiwodschap Łódź. De plaats maakt deel uit van de gemeente Lututów en telt 190 inwoners.